# Герасимов, Алексей Григорьевич
Алексе́й Григо́рьевич Гера́симов (1883, Киржач Владимирская губерния, Российская Империя — 12 марта 1962 года, Москва, РСФСР, СССР) — российский революционер, советский партийный и государственный деятель, председатель Сокольнического районного совета города Москвы. Кандидат в члены Центральной контрольной комиссии РКП(б) в 1923—1924 годах. Член Центральной контрольной комиссии ВКП(б) в 1925—1930 годах.

## Биография
Русский, родился в семье рабочих.
С 1902 года работал слесарем на Кольчугинском меднообрабатывающем заводев в г.Кольчугино Владимирской губернии.
Участник первой русской революции 1905—1907 годов. Член РСДРП(б) с 1906 года, партийный организатор на заводе. За революционную деятельность подвергался репрессиям, был несколько раз арестован полицией.
С мая 1910 по 1913 год рабочий Мытищинского вагонного завода в Москве. С 1913 года — рабочий Сокольнических трамвайных мастерских Москвы. Рабочий-металлист, был организатором и председателем правления Московского профсоюза металлистов. Был повторно арестован за участие в организации касс взаимопомощи для больных, после чего сидел в тюрьме.
Участник Февральской революции. В Петрограде, участвовал в разоружении полиции и жандармерии и освобождении заключенных. В мае 1917 года переехал в Москву, где принял участие в Октябрьской революции, организатор Красной гвардии в Сокольниках, член Сокольнического РК и МК РКП(б).
С осени 1918 по 1920 год — участник гражданской войны в России, на политработе. В 1918—1919 годах служил заведующим культурно-просветительским отделом политического отдела 8-й армии Южного фронта, с сентября 1919 года — военный комиссар 56-й кавалерийской бригады. Был ранен.
С 12 июля 1920 по 10 мая 1921 года — председатель Сокольнического районного совета города Москвы и член исполнительного комитета Московского городского совета.
В 1921—1927 годах — заведующий Центрального бюро жалоб Народного комиссариата рабоче-крестьянской инспекции СССР; председатель Дзержинской районной контрольной комиссии РКП(б) города Москвы; секретарь партийной коллегии РКП(б) Курской железной дороги.
В 1927—1930 годах — заместитель управляющего сельскохозяйственной инспекции Народного комиссариата рабоче-крестьянской инспекции РСФСР.
В 1930 году А. Г. Герасимов избран председателем РКК-РКИ Дзержинского района Москвы и заместителем председателя Дзержинского райсовета.
С 1931 года — член Моссовета и президиума МКК ВКП(б).
В 1930—1933 годах — слушатель Высших курсов марксизма-ленинизма при ЦК ВКП(б).
В 1933 году, по окончании курсов, занимал должность ответственного секретаря Партколлегии КПК при ЦК ВКП(б) по Курской железной дороге. С 1936 по 1938 г. являлся членом Партколлегии КПК при ЦК ВКП(б) по Смоленской области.
С 1938 года — персональный пенсионер.
В 1939—1940 годах на научной работе в ЦГАОР СССР, Музее революции СССР.
В 1941—1944 годах — инспектор Челябинского облсовета.
С 1944 года — на общественной работе.
В 1955 году, в связи с 50-летием первой русской революции, за активное участие в революционном движении награжден орденом Трудового Красного Знамени.
К 1957 году за его авторством числились неопубликованные воспоминаний о В. И. Ленине и воспоминания с названием «Под знаменем революции».
Делегат XII—XVI съездов партии. Член общества старых большевиков.
Умер 12 января 1962 года после тяжелой и продолжительной болезни. Похоронен на Новодевичьем кладбище Москвы.